# Doleschallia phalinus
Doleschallia phalinus är en fjärilsart som beskrevs av Hans Fruhstorfer 1907. Doleschallia phalinus ingår i släktet Doleschallia och familjen praktfjärilar. Inga underarter finns listade i Catalogue of Life.